# Comuna de Kunów
Kunów (polaco: Gmina Kunów) é uma gminy (comuna) na Polónia, na voivodia de Santa Cruz e no condado de Ostrowiecki. A sede do condado é a cidade de Kunów.
De acordo com os censos de 2004, a comuna tem 9934 habitantes, com uma densidade 87,3 hab/km².

## Área
Estende-se por uma área de 113,73 km², incluindo:
- área agricola: 50%
- área florestal: 43%

## Demografia
Dados de 30 de Junho 2004:
|                      | Total   | Total | Mulheres | Mulheres | Homens  | Homens |
| -------------------- | ------- | ----- | -------- | -------- | ------- | ------ |
|                      | pessoas | %     | pessoas  | %        | pessoas | %      |
| População            | 9934    | 100   | 5074     | 51,1     | 4860    | 48,9   |
| Densidade (pop./km²) | 87,3    | 100   | 44,6     | 44,6     | 42,7    | 42,7   |

De acordo com dados de 2005, o rendimento médio per capita ascendia a 1549,94 zł.

## Comunas vizinhas
- Bodzechów, Brody, Ostrowiec Świętokrzyski, Pawłów, Sienno, Waśniów